# Undercover (bulgarische Fernsehserie)
Undercover (Originaltitel: Под прикритие, Transkription: Pod Prikritie, internationaler Vermarktungstitel: Undercover) ist eine bulgarische Fernsehserie, die in den Jahren 2011–2016 für den Fernsehsender BNT produziert wurde. Die erste Folge wurde am 17. April 2011 ausgestrahlt. In Deutschland ist die Serie seit dem 5. Dezember 2014 beim Sender FOX zu sehen. Amazon auf Prime Video und die Telekom auf MagentaTV stellen ebenfalls alle Staffeln zur Verfügung. Die Serie basiert lose auf Martin Scorseses Film Departed – Unter Feinden (The Departed), aus dem Jahr 2006.

## Inhalt
Martin Christow begibt sich für Ermittlungen gegen den Sofioter Mafia-Boss Petar „Dscharo“ Tudscharow undercover in dessen kriminelle Kreise. Aus dem Hintergrund wird er dabei von seinem Mentor Kommissar Emil Popow unterstützt. Dieser leitet die Spezialabteilung gegen organisiertes Verbrechen und hat es sich zur Lebensaufgabe gemacht, seinem ehemaligen Kollegen Tudscharow das mafiöse Handwerk zu legen. Popow möchte ihn endlich vor Gericht und damit langjährig in Strafhaft bringen.
Als verdeckter Ermittler steht Christow vor zahlreichen Herausforderungen und Gefahren, um Teil der kriminellen Welt zu werden und möglichst unenttarnt zu bleiben.

## Besetzung und Synchronisation
Die deutschsprachige Synchronisation der Serie erfolgt bei der DMT – Digital Media Technologie in Hamburg.
| Schauspieler               | Rolle                                                     | Synchronisation    |
| -------------------------- | --------------------------------------------------------- | ------------------ |
| Iwajlo Sachariew           | Martin Christow                                           | Tim Knauer         |
| Wladimir Penew             | Emil Popow                                                | Douglas Welbat     |
| Michail Bilalow            | Petar Tudscharow – Dscharo                                | Bernd Vollbrecht   |
| Sachari Bacharow           | Iwo Andonow                                               | Nicolas König      |
| Marian Walew               | Rossen Gazow – Der Herzog (im Original: Куката Der Haken) | Konstantin Graudus |
| Alexander Sano             | Sdrawko Kisselow – Hantel (im Original: Косъма Das Haar)  | Martin Sabel       |
| Milena Nikolowa (Milenita) | Adriana                                                   | Jennifer Böttcher  |
| Irena Miliankowa           | Silwija Welewa – Sunny                                    | Mia Diekow         |
| Sneschana Makaweewa        | Sorniza Popowa                                            | Leonie Landa       |
| Bojko Krastanow            | Erol Metin                                                | Jannik Endemann    |
| Joanna Temelkowa           | Nija Tudscharowa                                          | Celine Fontanges   |

Anmerkung: Die Schreibung der oben stehenden bulgarischen Namen, sowohl der Schauspieler als auch ihrer Rollen, weicht von der Titelsequenz und dem Abspann der Episoden ab. Dort wurde ins Englische transkribiert, hier findet die Transkription ins Deutsche Verwendung.

## Veröffentlichung in Deutschland
Vier der fünf Staffeln sind auf DVD und BluRay erschienen.
- Staffel 1 erschien am 5. Dezember 2014[7]
- Staffel 2 erschien am 13. März 2015[8]
- Staffel 3 erschien am 29. Mai 2015[9]
- Staffel 4 erschien am 21. August 2015[10]
- Staffel 5 erschien am 7. März 2017 bei Prime Video